# Проломник нитевидный
Проломник нитевидный, или Проломник волосовидный, или Проломник забытый, или Проломник лучевой, или Проломник шероховатенький (лат. Androsace filiformis) — вид двудольных растений рода Проломник (Androsace) семейства Первоцветные (Primulaceae). Впервые описан шведским ботаником Андерсом Яханом Рециусом в 1781 году.
Народные русские названия — «вербова трава», «каменная трава», «резуха скальная», «сердечная трава», «твердочашечница».

## Ботаническое описание
Однолетнее травянистое растение.
Побеги опушённые, в верхней части покрыты редкими и мелкими желёзками.
Листья размещены у основания растения, простые, овальной, эллиптической либо яйцевидной формы, покрыты желёзками; листорасположение очерёдное.
Соцветие зонтичное, несёт мелкие пятилепестковые цветки белого цвета.
Плод — коробочка бурого цвета.

## Распространение и экология
Распространён в Китае, Казахстане, странах Корейского полуострова, Кыргызстане, Монголии, Таджикистане, Туркменистане, Узбекистане, России, странах Балтии, Украине, Беларуси, странах Закавказья и в США. В России встречается в её европейской части, на Кавказе и в Сибири.
Растёт по берегам рек и озёр, на болотах, среди кустарников, в лесах, на лугах, а также на газонах, залежах, по обочинам дорог, на пустырях и других антропогенных участках.
Светолюбивое растение, гигрофит, мезофит.

## Охранный статус
Внесён в Красные книги Латвии и Литвы.

## Значение и применение
Используется как декоративное и лекарственное растение.

## Классификация

### Таксономия
Androsace filiformis Retz., 1781, Observ. Bot. 2: 10
Вид Проломник нитевидный относится к роду Проломник (Androsace) семейства Первоцветные (Primulaceae) включается в порядок Верескоцветные (Ericales) последовательно входящий в клады Астериды → Суперастериды → Эвдикоты → Цветковые растения. Таксономическая схема в соответствии с Системой APG IV по состоянию на декабрь 2023 года:
|  |                          |  |                                   |                                   |                        |  | еще 21 семейство | еще 21 семейство |                          |  |  |  | еще 178 подтвержденных видов и 29 видов в статусе "неподтвержденных" |
|  |                          |  |                                   |                                   |                        |  | еще 21 семейство | еще 21 семейство |                          |  |  |  | еще 178 подтвержденных видов и 29 видов в статусе "неподтвержденных" |
|  |                          |  |                                   | порядок Верескоцветные            |                        |  |                  |                  | род Проломник            |  |  |  |                                                                      |
|  |                          |  |                                   | порядок Верескоцветные            |                        |  |                  |                  | род Проломник            |  |  |  |                                                                      |
|  | клада Цветковые растения |  |                                   |                                   | семейство Первоцветные |  |                  |                  | вид Проломник нитевидный |  |  |  |                                                                      |
|  | клада Цветковые растения |  |                                   |                                   | семейство Первоцветные |  |                  |                  |                          |  |  |  |                                                                      |
|  |                          |  | ещё 63 порядка цветковых растений | ещё 63 порядка цветковых растений |                        |  |                  | еще 57 родов     | еще 57 родов             |  |  |  |                                                                      |
|  |                          |  |                                   | ещё 63 порядка цветковых растений |                        |  |                  |                  | еще 57 родов             |  |  |  |                                                                      |

### Синонимы
- Androsace asprella Greene
- Androsace capillaris Greene
- Androsace elongata Pall. ex Ledeb.
- Androsace fasciculata Willd.
- Androsace filiformis f. glandulosa (Krylov) Kitag.
- Androsace filiformis var. glandulosa Krylov
- Androsace neglecta Cleve
- Androsace radiata Lehm.
- Primula filiformis Kuntze